# Mirabeau Bonaparte Lamar
Mirabeau Bonaparte Lamar (16 agosto 1798 – Texas, 19 dicembre 1859) è stato un politico statunitense, secondo presidente della Repubblica del Texas, successore di Sam Houston.

## Biografia
Nacque il 16 agosto 1798 in Georgia. Pur non avendo ricevuto da bambino un'educazione formale, il suo amore per la lettura e la forza di volontà nello studio gli permisero di essere accettato all'Università di Princeton. Abbandonò l'università per dedicarsi al lavoro: aprì un'impresa commerciale e fondò un giornale ma entrambe le attività fallirono.
Divenne comunque segretario personale del governatore della Georgia George Troup nel 1823. Si sposò nel 1826 con Tabatha Jordan. Fu eletto al Senato della Georgia (in quell'anno morì anche la moglie) e fallì la sua candidatura per il Congresso degli Stati Uniti.
Nel 1835 decise di trasferirsi in pianta stabile in Texas e nella primavera del 1836 si arruolò nell'esercito di Sam Houston. Si guadagnò sul campo la promozione a Colonnello e l'affidamento del comando della cavalleria. A fine anno fu eletto vicepresidente di Houston.
Il 1º dicembre 1838 fu eletto presidente della Repubblica del Texas. Egli guidò la guerra contro i Cherokee e i Comanche impiegando soprattutto i Texas Rangers, propose di creare una banca nazionale e cercò di fare riconoscere ai paesi europei la Repubblica del Texas osteggiando anche la sua annessione agli Stati Uniti d'America. Nell'ottobre del 1839 fece trasferire la capitale da Houston alla piccola città di Waterloo, che fu rinominata Austin in onore del patriota texano.
Fondò la Biblioteca Statale del Texas. In quell'anno arrivarono i riconoscimenti ufficiali alla Repubblica di Regno Unito, Francia e Belgio. Per cercare di ridurre il debito pubblico autorizzò il conio di una nuova valuta, il dollaro del Texas. È considerato il padre della scuola texana.
Nel tardo 1841 perse le elezioni contro Sam Houston e ritornò così nell'esercito. Si sposò con Henrietta Maffitt. Rappresentò per molti anni lo stato del Texas all'interno del Congresso degli Stati Uniti d'America. Fu inviato dal presidente James Buchanan come ambasciatore in Nicaragua. Rimase a Managua per venti mesi prima di ritornare in Texas nel 1859.
Morì per un attacco di cuore il 19 dicembre dello stesso anno e fu seppellito a Richmond.